# Archaeospheniscus wimani
Il pinguino di Wiman (Archaeospheniscus wimani Marples, 1953) è un pinguino estinto  della famiglia degli Sfeniscidi..